# Sælufjall
Sælufjall är ett berg i republiken Island. Det ligger i regionen Norðurland eystra, 240 km nordost om huvudstaden Reykjavík. Toppen på Sælufjall är 1 327 meter över havet, eller 129 meter över den omgivande terrängen. Bredden vid basen är 2,1 km.
Trakten runt Sælufjall är nära nog obefolkad, med mindre än två invånare per kvadratkilometer. Närmaste större samhälle är Dalvík, omkring 16 kilometer norr om Sælufjall. Trakten runt Sælufjall består i huvudsak av gräsmarker.